# Werner Lass
Werner Lass (eigentlich Werner Laß; * 20. Mai 1902 in Berlin; † 6. Februar 1999 in Karlsruhe) war ein deutscher Journalist, Verleger, nationalistischer Jugendführer und Leiter des Amtes Reichspresse in der Reichspressestelle der NSDAP.

## Jugend und Jugendbewegung
Der Sohn eines Stadtobertierarztes besuchte das Gymnasium und fand anschließend bis 1923 eine Beschäftigung als Volontär in verschiedenen Berliner Buchhandlungen. Schon früh als Schüler wurde er Mitglied in der Vereinigung Alt-Wandervogel (AWV), wobei er sich an der sogenannten Pachantei im Südosten von Berlin beim Spittelmarkt beteiligte. Dem Jungdeutschland-Bund trat er 1921 bei. Dieser Bund war eine übergreifende Dachorganisation der vaterländischen Jugendorganisationen. Doch hier scheiterte er mit dem Versuch, nationalistische Bestrebungen stärker durchzusetzen.
Über Sepp Fürstenau nahm er Kontakte zu der österreichischen Gruppe des Jugendbundes Sturmvolk, Bund deutscher Jugend auf, der seit 1920 bestand. Nach diesem Vorbild baute Lass nun aus AWV-Gruppen Jugendgruppen auf, so dass er 1923 bei einer Bundestagssitzung in Österreich zum Führer des Gesamtbundes gewählt wurde.

## Aufbau einer nationalistischen Jugendgruppe
Beruflich bildete er sich von 1923 bis 1924 bei der Darmstädter und Nationalbank als Volontär weiter, um dann von 1924 bis 1925 als Gehilfe in einer Buchhandlung zu arbeiten. Seine Bestrebungen der Propagierung einer proletarischen Freiheitsbewegung ließen sich aber auch in dem Gesamtbund nicht verwirklichen, so dass er 1924 seine Gruppen aus dem Gesamtbund „Bund deutscher Jugend“ abtrennte und im Januar 1925 den Gefolgschaftsbund Sturmvolk, Deutsche Jungenschaft gründete.
An der Universität Berlin nahm er 1925 ein Studium der Nationalökonomie auf. Daneben besuchte er ein Seminar für Zeitungskunde. Seine neuen Kenntnisse in diesem Fach vertiefte er 1926 bis 1927 als Volontär und Mitarbeiter bei den Zeitschriften Arminius und Standarte. Mit der Teilnahme an den Zusammenkünften der bündischen Jugend bei Weißenstadt im Fichtelgebirge 1923 und der Totengedenkfeier im Sommer 1924 versuchte er, einen „Hochbund“ als Zusammenschluss der Jugendverbände zu bilden, was aber nicht gelang.

## Gründung der Schill-Jugend
Der ehemalige Freikorpsführer Gerhard Roßbach hatte ab 1924 in Salzburg damit begonnen, eine Jugendorganisation, die Schilljugend, aufzubauen. Lass neigte inzwischen zu der Idee zu einer „Wehrjugendbewegung“, so dass er den Gefolgschaftsbund 1926 an die Schilljugend angliederte. Seine Konzeption hatte er im März 1926 mit der Schrift Wehrhafte Jugendbewegung dargelegt. Lass wurde auf dem Bundestag der Schilljugend, der in Friedberg (Hessen) stattfand, von Roßbach zum Zweiten Bundesführer bestimmt.
Aber auch hier konnte Lass sein Konzept des nationalistischen Jugendbundes nicht realisieren, so dass er 1927 zu Pfingsten in Rathenow einen eigenen Bund, die Freischar Schill gründete. Rekrutierte der Bund seine Mitglieder zunächst aus dem Sturmvolk-Bund und der Schilljugend, vergrößerte er sich bald reichsweit durch den Beitritt ähnlich gesinnter Gruppen der Jugend- und Wehrbewegung. Der Bund führte Schulungs-, Grenz- und Auslandsfahrten durch und bildete die Mitglieder nach dem Handbuch Der Reibert vormilitärisch aus.

## Nationalrevolutionäre Kontakte
Aus dieser Entwicklung heraus ergaben sich Kontakte zu nationalrevolutionären Kreisen. Ab September 1927 gab Lass die Zeitschrift Der Vormarsch – Blätter der nationalistischen Jugend heraus, von Oktober 1927 bis April 1928 gemeinsam mit Ernst Jünger, der auch Schirmherr der Freischar war. Als die schleswig-holsteinische Landvolkbewegung 1928 in Schleswig-Holstein Bombenanschläge verübte, wurde Lass zusammen mit seinem Finanzreferenten Hans Gerd Techow verhaftet, aber aus Mangel an Beweisen entlassen. Die Verhaftung führte zu Schulverboten der „Freischar Schill“. Im gleichen Jahr fand in Ommen/Niederlande ein internationaler Jugendkongress mit 31 Nationen statt, auf dem ein Weltjugendverband gegründet werden sollte. Mit Hans Ebeling verfasste Lass einen Aufruf Erklärung der Jungnationalisten, worin sie dieses Vorhaben ablehnten.

## Kontakte zur NSDAP
Bereits 1926 und 1927 pflegte Lass Kontakte zur NSDAP. Er trat ihr September 1928 bei (Mitgliedsnummer 97.154), wurde aber im August 1929 wegen Nichtzahlung seiner Mitgliedsbeiträge ausgeschlossen. Er nahm an Führertagungen teil und traf Ernst Röhm, Adolf Hitler, Rudolf Heß, Julius Streicher, Joseph Goebbels und Franz Pfeffer von Salomon. Baldur von Schirach bot ihm 1929 die Führung der Hitlerjugend an. Nach einer Absprache mit Alfred Rosenberg konnte Lass seine Vorstellungen in einem Artikel von Mai 1929 in der Zeitschrift Akademischer Beobachter unter dem Titel Kampf der Jugend oder Kampf um die Jugend darlegen. Doch die Kontakte zur NSDAP führten zu keiner Annäherung. Immerhin marschierte im August 1929 auf dem Reichsparteitag noch eine Abordnung der „Freischar Schill“ an Adolf Hitler vorbei, wobei auch Lass anwesend war.
Danach wurden die Kontakte zur NSDAP abgebrochen, da die Vorstellungen über die Jugendbewegung sich als unvereinbar erwiesen. Um die Bildungsarbeit zu verstärken, die größere Gewichte auf einen „neuen Nationalismus und deutschen Sozialismus“ setzten, wurde im September 1929 der Bund der Eidgenossen als „Älteren-Bund der Freischar Schill“ gegründet. Lass knüpfte außerdem über Arno Deutelmoser Kontakte zur KPD und KPO. Von Januar 1930 bis Juli 1931 gab er mit Ernst Jünger die Wochenzeitschrift Die Kommenden heraus, in der Karl Otto Paetel (1906–1975) ab dem 5. April 1931 die Aufgaben des Hauptschriftleiters wahrnahm.

## Trennung von den Eidgenossen und Ende der „Freischar Schill“
Von September 1931 bis Mitte Februar 1933 gab Lass die Zeitschrift Der Umsturz – Kampfblatt für die deutsche sozialistische Revolution heraus als Organ der „Freischar Schill“. Darin sollten die Stimmen der radikalen Nationalisten, der revolutionären Aktivisten und der radikalen Sozialisten aller Richtungen zu Wort kommen. So wurden auch Beiträge u. a. von Otto Bickel, Heinz Gollong, Erich Müller-Gangloff, Hans-Joachim Firgau, Arno Deutelmoser und Hans-Gerd Techow veröffentlicht.
Ausgangspunkt dieser Gruppenbildung war im Dezember 1930 ein Treffen der Führer des „Bundes der Eidgenossen“ und der „Freischar Schill“ bei Northeim in der Jugendherberge Levershausen. Das Motto dieser Tagung lautete: „Neuer Nationalismus und Nationalsozialismus“. Die Auswertung der Ergebnisse der Beratungen wurde in der Zeitschrift Das junge Volk in der Nummer 1/2 von 1931 veröffentlicht.
Als Folge dieses Treffens grenzten sich die Eidgenossen und die „Freischar Schill“ mit ihren Aufgabenstellungen gegeneinander ab. Im Jahr 1932 übernahm Erich Holberg die Führung der „Freischar Schill“. Lass nahm noch im Februar 1933 nach der nationalsozialistischen „Machtergreifung“ gegen die NSDAP Stellung, worauf die Zeitschrift Der Umsturz beschlagnahmt und verboten wurde. Die „Freischar Schill“ wurde aus dem Reichsausschuss der deutschen Jugendverbände ausgeschlossen und von Heinrich Himmler anschließend bis Mai 1933 verboten. Mehrere führende Kräfte aus dem „Bund der Eidgenossen“ (darunter Arno Deutelmoser und Otto Bickel) schlossen sich in der Folge der Widerstandsgruppe um Friedrich Hielscher und der damit verbundenen „Unabhängigen Freikirche“ Hielschers an.

## Betätigung im NS-Pressewesen
Lass musste sich nun beruflich neu orientieren und wurde Hauptschriftleiter bei mehreren Zeitungen. Dann, mit der Konzentration der Presse in den Händen der NSDAP, wurde er im Gaudienst bei sogenannten „Führerblättern“ in Dessau, Magdeburg, Bayreuth, Gera und Dresden tätig. Ab 1935 war er Leiter des Amtes Reichspresse in der Reichspressestelle der NSDAP. Am 29. August 1936 heiratete er Gerda Lennoch. Am 1. Mai 1937 wurde er wieder in die NSDAP aufgenommen (Mitgliedsnummer 5.410.048). Er war Gauhauptstellenleiter beim Reichsstatthalter von Braunschweig und Anhalt Rudolf Jordan und Bannführer im HJ-Gebietsstab Dessau. Im Jahr 1938 verlegte er seinen Wohnsitz nach Wien und übernahm die Leitung des Presseamtes des Gauleiters Josef Bürckel. Außerdem war er während des Krieges Hauptschriftleiter der Ostmark-Woche und der Frontzeitschrift Stimme der Heimat.
Lass wurde im März 1943 als „unabkömmlich“ vom Kriegsdienst befreit. Am 1. September 1943 erhielt er das Kriegsverdienstkreuz 1. Klasse. Gegen Kriegsende meldete er sich freiwillig zum Volkssturm und wurde in der Schlacht um Berlin leicht verwundet. Mitte Mai 1945 gelang ihm die Flucht nach Kabelitz.

## Nachkriegstätigkeiten
Nach dem Krieg arbeitete Lass in wechselnden Berufen, etwa als Waldarbeiter, Torfstecher, Kuhhirte, Leichenträger und Hotelgeschäftsführer. Zeitweise leitete er die Nachrichtenstelle der Deutschen Nähmaschinen-Industrie und arbeitete als Korrespondent der Hannoverschen Allgemeinen Zeitung. Dann kehrte er in seinen erlernten Beruf zurück und nahm die Stelle des Vertriebsleiters beim Deutschen Buchverlag an. Bis 1969 leitete er den Dettmar-Verlag in Essen. Bis 1974 beriet er Werbeagenturen und arbeitete als freier Mitarbeiter und als Vermittler im Verlagswesen. 1975 trat er in den Ruhestand. Zuletzt wohnte er in Grötzingen.

## Veröffentlichungen
- Ein Weg. Rundbriefe. Hrsg. vom Bund „Sturmvolk, deutsche Jungenschaft“, Magdeburg, Tauentzienstr. 8, 1925.
- mit Karl Klaus Krebs: Zeltburgen der Jugend. Wir belagern und erobern Magdeburg. Voggenreiter, Potsdam 1937.
- (Hrsg.): Landser lachen. Fronthumor dieses Krieges. 8. Auflage. Zentralverlag der NSDAP Eher, Berlin 1944.